# Eternal Flame (Rose)
Die Rosensorte ‘Eternal Flame’ (syn. ‘A Little Ray of Sunshine’, ‘Deyrolle’, ‘MEIfacul’) ist eine hellgelbe, duftende Edelrose, die 2007 von Alain Meilland gezüchtet und im gleichen Jahr in den europäischen Markt eingeführt wurde. Im Jahr 2014 wurde die Rosensorte unter dem Namen ‘A Little Ray of Sunshine’ von der Corporate Roses Pty. Ltd. auf den australischen Markt gebracht.

## Ausbildung
Die aufrecht wachsende Rose ‘Eternal Flame’ bildet einen hoch aufwachsenden, kompakten Strauch aus. Die Rosenpflanze wird etwa 90 cm bis maximal 150 cm hoch und 60 bis 90 cm breit. Die Rosenblüten der ‘Eternal Flame’ besitzen eine klassische Edelrosenform und sind meistens einzeln an den mäßig mit Stacheln besetzten Trieben angeordnet.
Die leuchtend hellgelben, etwa 12 cm großen, gefüllten Blüten werden aus etwa 35 bis 40 leicht gebogenen Petalen gebildet, die sich im späteren Blütenstadium leicht nach außen verbiegen. In der gelben Blütenmitte werden im späten Blütenstadium die leuchtend gelborangenen Staubgefäße sichtbar. Die Rose besitzt glänzende, dunkelgrüne, ledrige Blätter, die einen starken Kontrast zu den leuchtend gelben Blüten bilden. Die Rosensorte ‘Eternal Flame’ zeichnet sich durch einen langanhaltenden, intensiven Duft nach Zitronen aus.
Diese remontierende Teehybride ist winterhart (USDA-Klimazone 6b bis 9b). Die Rose ‘Eternal Flame’ gedeiht auf durchlässigem, schwach saurem bis schwach alkalischem Boden an bevorzugt sonnigen Standorten. Die Edelrose ‘Eternal Flame’ blüht von Juni bis zum Ende des Sommers und ist äußerst resistent gegenüber den bekannten Rosenkrankheiten.
‘Eternal Flame’ eignet sich hervorragend als Schnittblume. Sie kann auch zur Bepflanzung von Blumenrabatten verwendet werden.
Die Rosensorte ‘Eternal Flame’ wird in zahlreichen Rosarien und Gärten der Welt, unter anderem im Internationalen Rosentestgarten (Portland), im Rosaholic's Southern California Garden, im The Gardens at Witherspoon sowie im Peggy Rockefeller Rose Garden gezeigt.

## Namensgebung
Die Rosensorte ‘Eternal Flame’ gehört mit der ‘World War II Memorial Rose’, der ‘Bronze Star’ und der ‘September Mourn’ zu den so genannten Memorial Rosen, die zu Ehren derer, die für die Freiheit gekämpft haben, benannt wurden.

## Auszeichnungen (Auswahl)
- Madrid Rosenschau: Certificate of Merit, Auszeichnung für den Duft (2012)
- Kortrijk Rosenschau: Silbermedaille (2011)
- Bagatelle Rosenschau: Auszeichnung für den Duft